# پیدایش راه شیری
پیدایش راه شیری (به انگلیسی: The Birth of the Milky Way) یا خاستگاه راه شیری (به انگلیسی: The Origin of the Milky Way) نام تابلویی کشیده‌شده با رنگ روغن از هنرمند فلاندری پتر پل روبنس است. این اثر که میان سال‌های ۱۶۳۶ و ۱۶۳۸ پدید آمد، میتُخت یونانی-رومی دربارهٔ خاستگاه کهکشان راه شیری را می‌نمایاند. در این نقاشی، هرا (یونو) شیرش را می‌پاشد؛ هراکلس (هرکول) به‌هنگام نوزادی و زئوس (یوپیتر)، که با دال و آذرخش‌هایش می‌توان او را شناخت، در پس‌زمینه به‌تصویر کشیده شده‌اند. روبنس برای چهرهٔ هرا از همسرش هلن فورمان الگو برداشته‌است. ارابه را طاووس‌ها می‌کشند؛ پرندگانی که از دید یونانیان و رومیان باستان، هم برای خودشان و هم برای هرا/یونو مقدس بود، زیرا این پرندگان تغییرات آب‌وهوا را با آوازشان هشدار می‌دهند و بنابراین پنداشته می‌شد که با خدایان پیوند دارند.
این تابلو ۲۴۴ سانتیمتر (۹۶ اینچ) بلندا و ۱۸۱ سانتیمتر (۷۱ اینچ) درازا دارد. درآغاز بخشی از کمیسیون فیلیپه چهارم برای تزئین Torre de la Parada بود و اکنون در موزهٔ دل پرادو در مادرید نگه داشته می‌شود. روبنس دیگر موضوعات میتُخت‌شناختی یونانی-رومی را نیز به‌تصویر کشیده‌است، مانند مبارزه هرکول با شیر نمیان و آزادسازی آندرومدا به‌دستِ پرسئوس.